# Rhynchobatus sp. nov. B
The broadnose wedgefish (Rhynchobatus sp. nov. B) là một loài cá thuộc họ Rhynchobatidae. Nó được tìm thấy ở Indonesia, Malaysia, Philippines, Singapore, và Thái Lan. Các môi trường sống tự nhiên của chúng là vùng biển mở, các rạn san hô, vùng nước cửa sông, và phá nước mặn ven biển. Nó bị đe dọa do mất nơi sống.